# Observer (videogioco)
Observer (scritto come >observer_) è un videogioco del genere horror psicologico, sviluppato da Bloober Team e pubblicato da Aspyr nel 2017. È stato pubblicato per Microsoft Windows, PlayStation 4 e Xbox One il 15 agosto 2017, per macOS e Linux il 24 ottobre 2017, e per Nintendo Switch il 7 febbraio 2019, sul Nintendo eShop. Una versione migliorata chiamata Observer: System Redux è stata rilasciata il 10 novembre 2020 per Xbox Series X e Microsoft Windows, e il 12 novembre per PlayStation 5. Observer vede come protagonista Daniel Lazarski, un detective noto come l'Osservatore, capace di hackerare la mente delle persone come metodo interrogatorio e sperimentare la realtà aumentata per investigare ciò che lo circonda.

## Modalità di gioco
Observer è un horror psicologico giocato in prima persona. Il giocatore controlla Daniel Lazarski, un detective cracoviano, interpretato da Rutger Hauer, che lavora nella polizia dell'unità Osservatori. Egli può hackerare gli impianti nei cervelli delle persone con un oggetto noto come il Dream Eater, per scopi legati a interrogatori. Equipaggiato con realtà aumentata, visione elettromagnetica e Bio Visione, può analizzare ed evidenziare oggetti specifici nell'ambiente circostante. Gli oggetti sono interattivi e vi sono dialoghi aperti con i personaggi non giocanti.